# Policultura

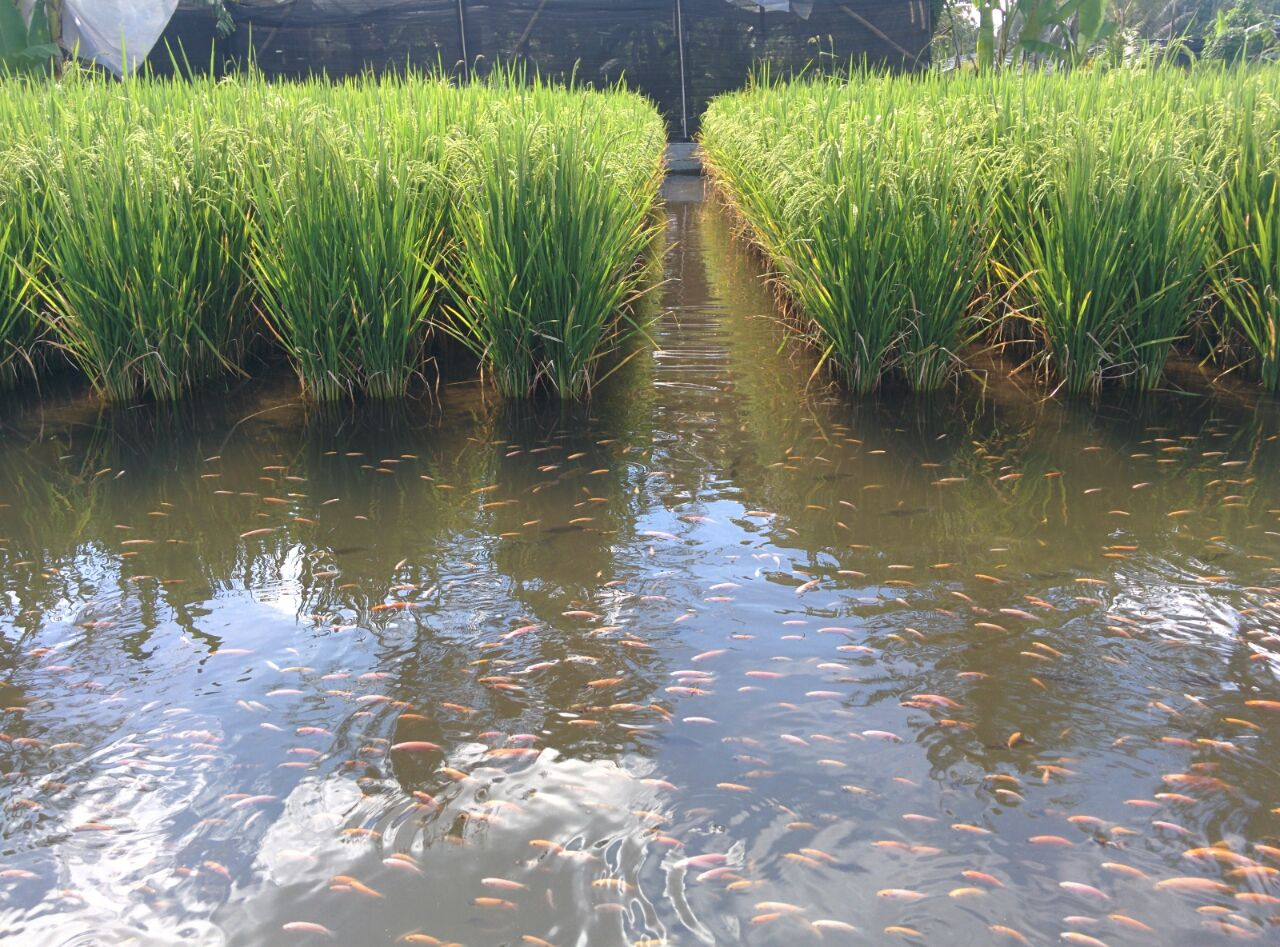
Policultura de arroz e tilápia em Yogyakarta.

Policultura é a prática de se cultivar (ou criar) vários tipos de plantas (ou animais) no mesmo terreno.É o cultivo de diversos produtos em uma área. Assim, monocultura é o cultivo de apenas uma plantação em uma área.
A Policultura é utilizada principalmente por pequenos agricultores, para assim, diversificar os cultivos em sua terra. É uma cultura muito utilizada nos quilombos, e muito praticada pelos Índios na época do descobrimento do Brasil. 
Os Aztecas usavam o policultura nas Chinampas.